# Ion Honcescu
Ion Honcescu (n. 4 octombrie 1942) este un fost senator român în legislatura 2000-2004 ales în județul Mehedinți pe listele partidului PDSR iar din iunie 2001 a devenit membru PSD. Ion Honcescu a fost deputat în legislatura 1996-2000 ales pe listele PDSR. În legislatura 1996-2000, Ion Honcescu a fost membru în grupurile parlamentare de prietenie cu Albania, Republica Argentina și Republica Lituania iar în legislatura 2000-2004, a fost membru în grupurile parlamentare de prietenie cu Republica Ecuador și Republica Bulgaria. În legislatura 1996-2000, Ion Honcescu a fost membru în comisia pentru cercetarea abuzurilor, corupției și pentru petiții iar legislatura 2000-2004 a fost membru în comisia pentru privatizare și administrarea activelor statului (din feb. 2004) și în comisia pentru cercetarea abuzurilor, combaterea corupției și petiții. 